# Daniel Avery
Daniel Avery  (Bournemouth, 30 september 1985) is een Britse producer van dancemuziek. Hij houdt zich met diverse subgenres bezig zoals House, Techno, Ambient house en Intelligent dance music.

## Biografie
Avery begon als dj op zijn 18e in zijn woonplaats. Pas na een vakantie naar Ibiza stapt hij over naar dancemuziek. Via contacten met Filthy Dukes weet hij een plek te krijgen in de prestigieuze Fabric-club. Zijn eerste producties maakt hij onder de naam stopmakingme. In 2012 besluit hij echter zijn eigen naam aan zijn muziek te verbinden. Daarmee mixt hij in 2012 een aflevering van de Fabric-serie. Een jaar later brengt hij het album Drone Logic (2013) uit, met stevige house en techno. Op het album wordt hij geassisteerd door producer James Greenwood en zangeressen Kelly Lee Owens, Rebekah Rah en Scarlett Etienne. De jaren daarna is hij weer erg actief als dj en staat hij op onder andere Pukkelpop en I Love Techno. Daarbij staat hij meer dan eens samen met Erol Alkan. Enkele singles zoals Magnetic (2012) en Nylon Icon maakt hij samen met danceveteraan Justin Robertson. In 2016 mixt hij voor Studio !K7 een DJ Kicks-verzamelaar. In 2018 verschijnt het album Song for Alphas, dat minder gericht is op de dansvloer en meer de richting van Ambient house en Intelligent dance music uit gaat. In 2019 is hij op tournee met Nine Inch Nails samen met  Alessandro Cortini. In die periode produceren ze het Ambient house-album Illusion of Time. Avery zet de ingezette lijn voort op Love + Light (2020) en Together In Static (2021). Wat meer op de dansvloer gericht is de single Meeting Of The Minds, van het project Noun. Dit is een samenwerking met de Duitse Roman Flügel. In 2022 werkt hij samen met de groep Confidence Man en maken ze de single On & On.

## Discografie

### Albums
- FabricLive.66 (mixcompilatie) (2012)
- Drone Logic (2013)
- DJ Kicks (mixcompilatie) (2016)
- Song for Alphas (2018)
- Song For Alpha (B-Sides & Remixes) (2019)
- Illusion of Time (ft. Alessandro Cortini) (2020)
- Love + Light (2020)
- Together In Static (2021)